# Adolfo Maíllo García
Adolfo Maíllo García (*Malpartida de Plasencia (Cáceres); 1901 –† Madrid; 1995), maestro español. Fecundo escritor pedagógico para profesores y didáctico para escolares (escribió varios libros de lecturas y algunos de dictados y ejercicios graduados), representó una opinión falangista en el seno del sistema educativo franquista.

## Biografía
Se licenció en Magisterio. Fue nombrado en 1932 inspector de Enseñanza Primaria en Cáceres y luego en Salamanca, donde estudió, además, Derecho. 
Escribió en 1943 Educación y revolución en el que se oponía «al absorbente intelectualismo liberal» o al «respeto a la conciencia del niño de Rodolfo Llopis», para proponer en su lugar un «ambiente educativo» caracterizado por la «disciplina, el espíritu de servicio y la represión ascética de los impulsos naturales». Este último «carácter represivo y sublimador de las tendencias espontáneas y naturales» lo identificaba como la «componente religiosa» de la educación, con el propósito de «restituir al hombre, en la medida en que pueda ser logrado humanamente, al estado psicológico... que tenía antes de la caída original».
En 1962 fue nombrado vocal de la recién fundada Comisión de Información y Publicaciones Infantiles y Juveniles. Dirigió el Centro de Documentación y Orientación Didáctica de Enseñanza Primaria, así como la División de Educación de Adultos y de Extensión Cultural del Ministerio de Educación, fue Secretario de la Junta Central contra el Analfabetismo, Asesor técnico del Ministerio de Información y Turismo, inspector general de Enseñanza Primaria y miembro de la Delegación Española en la Asamblea Internacional de Instrucción Pública en Ginebra. 

## Pensamiento
Fue uno de los primeros ideólogos educativos del régimen franquista. Una idea bastante precisa del tipo de escuela que pretendía la da un párrafo de uno de sus artículos:
La escuela de España tenderá a formar héroes, con los resortes del alma tensos para dispararse hacia los blancos inmortales. Los hijos de una raza "que muere porque no muere" precisan de un modelo vital pletórico de eternas ejemplaridades. No artesanos, ni profesionales; ni incluseros del mundo; ni pioneros; nuestra escuela formará caballeros a la española. Caballeros andantes del ideal nuevo, Quijotes de la gran Caballería que se va a formar para dar la batalla definitiva a los credos abstractos, desustanciadores y esterilizantes que amenazan de muerte a las fuerzas eternas y divinas que mantienen, prolongan y acrecientan los maravillosos fenómenos de la vida y de la cultura.
En la pedagogía franquista fueron inevitables sus libros de lecturas. En otras materias, destacan sus publicaciones Extremadura en la encrucijada y Notas para la Historia Social de Extremadura en el siglo XVIII.